# 나포리탄

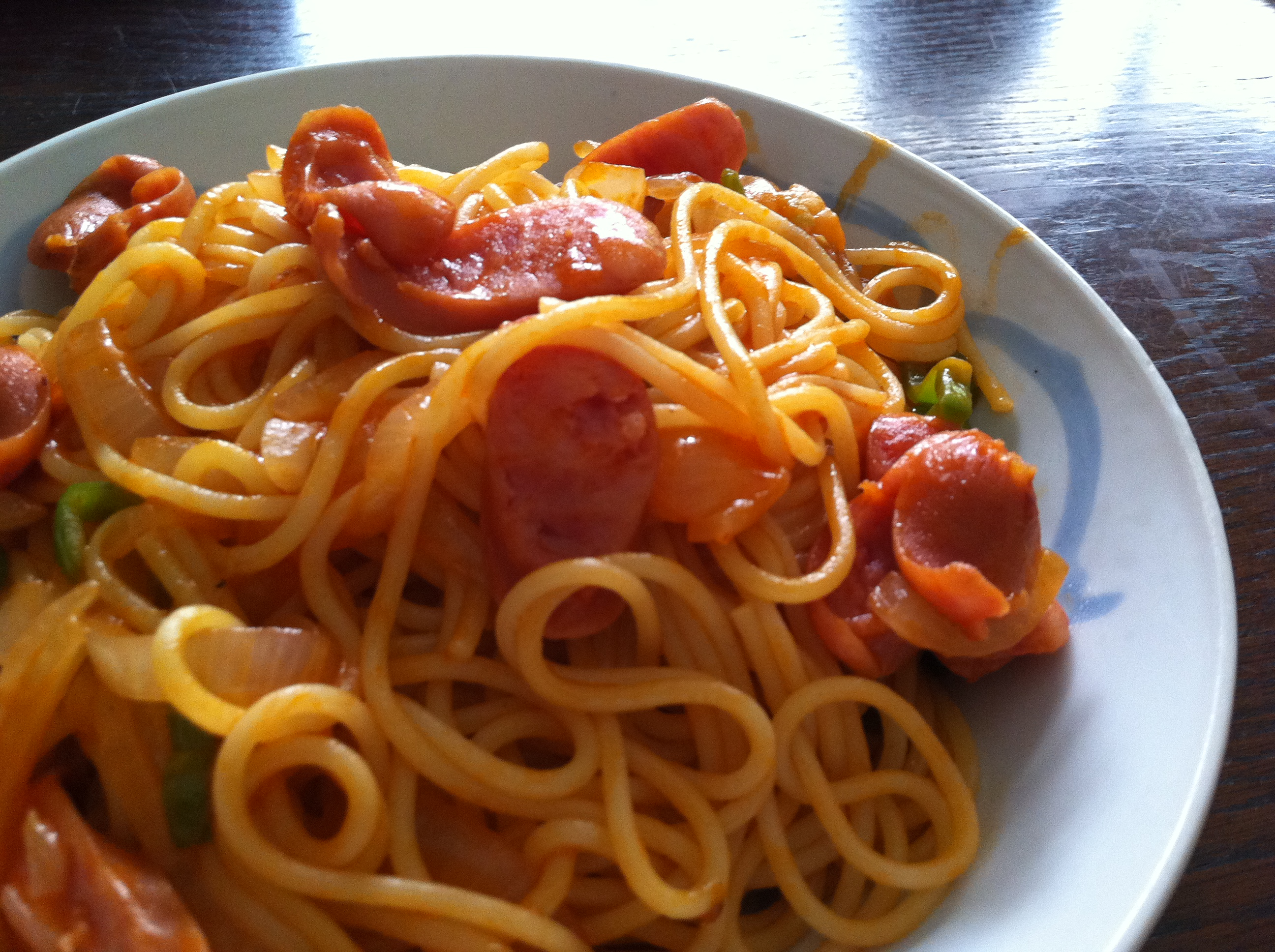
나포리탄의 모습.

나포리탄(일본어: ナポリタン)은 삶은 스파게티를 양파, 피망, 햄 등과 함께 토마토 케첩으로 볶은 일본 요리이다. 일본에서 창작된 일본풍 파스타 요리이며, 유사한 이름을 가진 이탈리아 요리인 스파게티 알라 나폴레타나와는 다르다. 요코하마시에서 처음 만들어진 것으로 여겨진다.

## 같이 보기
- 나폴리탄 소스